# Jeorjos Karaiskakis (gmina)
Jeorjos Karaiskakis (gr. Δήμος Γεωργίου Καραϊσκάκη, Dimos Jeorjiu Karaiskaki) – gmina w Grecji, w administracji zdecentralizowanej Epir-Macedonia Zachodnia, w regionie Epir, w jednostce regionalnej Arta. W 2011 roku liczyła 5780 mieszkańców. Powstała 1 stycznia 2011 roku w wyniku połączenia dotychczasowych gmin: Iraklia, Jeorjos Karaiskakis i Tetrafilia. Siedzibą gminy jest Ano Kalendini, a siedzibą historyczną jest Pijes.